# Stazione di Meknes-Ville
La stazione di Meknes-Ville è una delle due stazioni della città di Meknès in Marocco, insieme alla stazione di Meknes-Amir Abdelkader.
La stazione è la più grande della città, è situata nel quartiere della città nuova, accanto alla CTM sul boulevard de la gare nei pressi del grande boulevard delle Forze Armate Reali del Marocco.